# Município de Amboy (condado de Fulton, Ohio)
Localização do Ohio nos E.U.A.
O município de Amboy (em inglês: Amboy Township) é um município localizado no condado de Fulton no estado estadounidense de Ohio. No ano 2010 tinha uma população de 1846 habitantes e uma densidade populacional de 27,51 pessoas por km².

## Geografia
O município de Amboy encontra-se localizado nas coordenadas 41° 41′ 34″ N, 83° 55′ 41″ O. Segundo a Departamento do Censo dos Estados Unidos, o município tem uma superfície total de 67.1 km², da qual 66,88 km² correspondem a terra firme e (0,33 %) 0,22 km² é água.

## Demografia
Segundo o censo de 2010, tinha 1846 pessoas residindo no município de Amboy. A densidade de população era de 27,51 hab./km².